# 经济全球化
经济全球化是商品、技术、訊息、服务、资金、人员等生产要素的跨国、跨地区的流动。这种流动把全世界连接成为一个统一的大市场，各国在这一大市场中发挥自己的优势，从而实现资源在世界范围内的优化配置，是全球化趋势的一个组成部分。
傳統上的經濟活動皆以國家為單位來進行的傳統上，企業一般都從本地籌集資金，聘用本地的勞工從事生產，並以本土市場為主要銷售對象。但在全球化的過程中和架構中，國家的界限已被企業的跨國營運能力所突破，出現所謂「全球市場一體化」的趨勢。

## 特徵
種種的經濟活動，皆是令市場以全球為基礎來運作。

### 商貿全球化
自二十世紀七十年代以後，歐美、東亞等各地均先後開放本土金融市場，又放寬了資本管制，加快了商貿全球化的進程。人們能夠在不同國家及地區自由進行各類金融活動，例如企業可通過外地的股票市場上市集資，或在其他國家及地區收購不同的企業。金融全球化打破了地域限制，令全球金融活動24小時無間斷地進行，加速了資本市場趨向一體化。加上，不同形式的電子支付系統、平台和渠道出現，使人們現在更容易地進行跨境支付，來往更密切，包括Swift，促進經濟全球化的發展。

### 市場全球化
商品市場全球化，代表企業以全球為基礎來推廣及銷售產品和服務。限時，基本上世界各地所有成功的企業都以這種模式運作，世界各地的消費者都可以同樣享受到世界各地不同企業的產品和服務。

### 國際分工
隨着通訊及運輸技術的進步，全球化急速發展，使跨國公司有能力監控和協調分佈於世界各地的生產程序，形成「新國際分工」，突破地域限制。形式漸漸變成跨國企業透過國際外判將部分生產程序，以及商業運作轉移到世界各地進行，形成一條全球生產鏈，以達至效率及利潤最大化的目標，勞工市場也因此變得一體化。  到了廿一世紀，經濟全球化變得明顯，如印度為英語國家提供電話熱線服務，同時也成為編寫電腦軟件程式的重要基地；中國則成為「世界工廠」。

### 國際組織湧現
在全球一體化的趨勢下，愈來愈多的經濟活動不再局限於單一國家的境內，與此同時，跨國跨地區的貿易活動愈趨頻繁，多個經濟組織成立，以協調國際貿易及經濟合作，成為經濟全球化下的一個趨勢。這些國際性的經濟組織可大致劃分為大致全球性及區域性 。世界貿易組織（WTO）為最重要的全球性貿易組織，成立於1995年，目前共164個會員國，佔全球98%貿易額。WTO透過談判制定貿易規則，並監督會員對規則之執行，使國際貿易有秩序可循。